# Трицветен нощник
Трицветният нощник (Myotis emarginatus) е вид дребен бозайник от семейство Гладконоси прилепи (Vespertilionidae). Видът е със статут на уязвим в България, включен в Червената книга и в Закона за биологичното разнообразие.

## Описание
Трицветният нощник е средноголям прилеп с маса 6-15 g, дължина на тялото с главата 41-53 mm и размах на крилете 220-240 mm. Дължи името си на характерната окраска на гърба, покрит с трицветни косми - сиви в основата, жълтеникави в средата и тъмнокафяви по върховете. Ушите и летателната мембрана са светлокафяви, а главата - тъмна. Трагусът е сравнително къс, заема малко повече от половината дължина на ухото. Опашката също е къса, като извън междубедрената мембрана се показва само върхът ѝ.

## Разпространение и начин на живот
Разпространени са в Средиземноморието, Западна Европа и южните части на Централна Европа, Задкавказието до Узбекистан и Афганистан на изток. В България се срещат в цялата страна и особено в карстовите райони.
Смята се, че трицветният нощник не извършва дълги миграции. Най-дългата известна е на разстояние 106 km, като най-често летните и зимните жилища са на разстояние до около 40 km. За убежища използва пещери и подпокривни пространства. Характерно е, че в летните му убежища температурата може да бъде по-висока, отколкото при повечето прилепи - до 26-40 °C. В тях той образува плътни колонии, понякога смесени с други видове. Зимува поединично или на малки групи в пещери с температура 5-10 °C.
Копулацията при трицветния нощник протича в края на лятото. През май женските се събират в размножителни колонии, наброяващи от 20 до 1000 екземпляра. Малките се раждат през юни, а в края на юли започват да летят, като в средата на август колониите се разпадат. Продължителността на живота достига 20 години.
Трицветният нощник се ориентира чрез ехолокация, като излъчва честотномодулирани звукови сигнали с честота 51-54 kHz.  При хранене увисва във въздуха и събира храната си, главно насекоми и паякообразни, от листата на дървета и храсти, като може да прекара във въздуха повече от 2 часа без кацане.